# Michael J. Kopetski

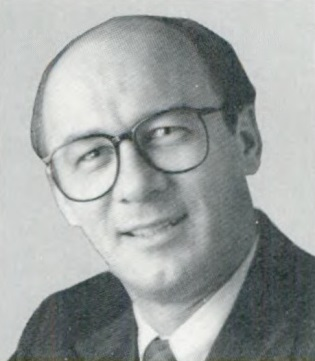
Michael J. Kopetski (1991)

Michael Joseph „Mike“ Kopetski (* 27. Oktober 1949 in Pendleton, Oregon) ist ein US-amerikanischer Politiker. Zwischen 1991 und 1995 vertrat er den fünften Wahlbezirk des Bundesstaates Oregon im US-Repräsentantenhaus.

## Werdegang
Michael Kopetski besuchte die öffentlichen Schulen seiner Heimat und danach bis 1971 die American University. Anschließend studierte er bis 1978 an der Northwestern School of Law am Lewis & Clark College Jura. Er wurde Mitglied der Demokratischen Partei. Von 1973 bis 1974 war er Mitarbeiter in einem Ausschuss des US-Senats, der die Wahlkampfaktivitäten der Präsidentschaftswahlen untersuchte.
Im Jahr 1976 war Kopetski Delegierter zur Democratic National Convention, auf der Jimmy Carter als Präsidentschaftskandidat der Partei nominiert wurde. Von 1977 bis 1979 und nochmals im Jahr 1981 war er bei der Verwaltung des Parlaments von Oregon als Committee Administrator angestellt. Zwischen 1981 und 1984 war er Berater für Arbeits- und Erziehungsfragen, von 1985 bis 1989 gehörte er dem Repräsentantenhaus von Oregon als Abgeordneter an.
In den Jahren 1982 und 1988 kandidierte er jeweils erfolglos für das US-Repräsentantenhaus. 1990 wurde Kopetski dann in den Kongress gewählt. Dort löste er am 3. Januar 1991 Denny Smith ab, den er bei den Wahlen geschlagen hatte. Nach einer Wiederwahl im Jahr 1992 konnte er sein Mandat bis zum 3. Januar 1995 ausüben. Im Kongress war er Mitglied des Committee on Ways and Means. 1994 verzichtete er auf eine erneute Kandidatur.
Nach seiner politischen Tätigkeit in Washington wurde Kopetski ein internationaler Handelsberater. Heute ist er im Vorstand des Software-Unternehmens On2 Technologies.